# District de Xigong
Le district de Xigong (西工区 ; pinyin : Xīgōng Qū) est une subdivision administrative de la province du Henan en Chine. Il est placé sous la juridiction de la ville-préfecture de Luoyang.